# Ројал Сентер (Индијана)
Ројал Сентер (енгл. Royal Center) град је у америчкој савезној држави Индијана.

## Демографија
По попису из 2010. године број становника је 861, што је 29 (3,5%) становника више него 2000. године.
| Група             | 2000.       | 2010.       |
| Белци             | 823 (98,9%) | 829 (96,3%) |
| Афроамериканци    | 0 (0,0%)    | 7 (0,8%)    |
| Азијати           | 0 (0,0%)    | 4 (0,5%)    |
| Хиспаноамериканци | 3 (0,4%)    | 11 (1,3%)   |
| Укупно            | 832         | 861         |